# 樛斿
樛 斿（きょう ゆう、生没年不詳）は、中国戦国時代中期の政治家で秦の相邦を務めた人物。

## 略歴
恵文王四年（紀元前334年）、天子である周の顕王は秦の恵文王に胙を贈った。秦は新たな官職として相邦を設立し、樛斿がその地位に就いた。
恵文王十年（紀元前328年）、張儀が替わって相邦の職に就き、樛斿は離任した。
恵文王改元三年（紀元前322年）、張儀が秦の使者として魏に赴き魏の宰相に任ぜられ、樛斿が張儀に代わって相邦の地位に就いた。樛斿は魏に入った張儀と協力して連衡策を説き、秦と魏の同盟を成立させた。
恵文王改元七年（紀元前318年）、楽池が相邦に就任し樛斿はその職を免ぜられた。

## 関連人物
- 嫪毐 - 樛斿の末裔という説がある[3]。